# 961
| Calendário gregoriano                                                        | 961 CMLXI                                            |
| Ab urbe condita                                                              | 1714                                                 |
| Calendário arménio                                                           | 410 – 411                                            |
| Calendário bahá'í                                                            | -883 – -882                                          |
| Calendário budista                                                           | 1505                                                 |
| Calendário chinês                                                            | 3657 – 3658 Início a 20 de janeiro (aproximadamente) |
| Calendário copta                                                             | 677 – 678                                            |
| Calendário etíope                                                            | 953 – 954                                            |
| Calendários hindus - Vikram Samvat - Calendário nacional indiano - Cáli Iuga | 1016 – 1017 882 – 883 4061 – 4062                    |
| Calendário Holoceno                                                          | 10961                                                |
| Calendário islâmico                                                          | 350 – 351                                            |
| Calendário judaico                                                           | 4721 – 4722                                          |
| Calendário persa                                                             | 339 – 340                                            |
| Calendário rúnico                                                            | 1211                                                 |
| Calendário solar tailandês                                                   | 1504                                                 |

961 (CMLXI, na numeração romana) foi um ano comum do século X do Calendário Juliano, da Era de Cristo, teve início a uma terça-feira e terminou também a uma terça-feira e a sua letra dominical foi F (52 semanas).
No território que viria a ser o reino de Portugal estava em vigor a Era de César que já contava 999 anos.
| Ano completo                       |
| ---------------------------------- |
| Ano comum com início à terça-feira |

## Eventos
- Intensificação das incursões normandas, que se prolongam por 10 anos.
- Aláqueme II é nomeado Califa de Córdova, mantendo-se no poder até 976.
- 6 de março - a tomada de Chandax, a capital do Emirado de Creta, pelo Império Bizantino após sete meses de cerco, marca o fim daquele estado muçulmano de Creta.

## Mortes
- 15 de Outubro - Abderramão III, primeiro califa de Córdova.
- Raimundo II de Ruergue e Tolosa, foi conde de Ruergue e de Tolosa.